# Hanne Tersmette
Hanne Tersmette (27 juni 1987) is een Nederlandse boswachter en schrijfster.  
Tersmette studeerde communicatie aan de Hogeschool Inholland en aan de  Universiteit van Amsterdam. Ze werkte voor reclamebureaus en een PR-bureau. Ook deed ze op hoog niveau aan wielrennen, maar moest daarmee ophouden vanwege de ziekte van Crohn.
In 2013 werd ze 'boswachter natuurbeleving en communicatie' bij Natuurmonumenten. Ze schrijft blogs en persberichten en is vlogger. Ook geeft ze excursies en begeleidt ze wandelvakanties. Ze heeft een maandelijkse natuurrubriek op NPO Radio 1.  
In februari 2018 verscheen haar boek #GAAN, dat handelt over haar favoriete plekken in de natuur.  
Sinds maart 2020 werkt Tersmette bij Vogelbescherming Nederland. Hier zet ze zich in voor natuur in de stad.   

## Trivia
Op 10 oktober 2020 was Tersmette een van de gasten in het televisieprogramma Dit was het nieuws.
Op 14 juli 2021 was ze te gast bij De Slimste Mens.